# Natalja Annienko
Natalja Walerjewna Annienko, po mężu Deller, ros. Наталья Валерьевна Анненко (ur. 17 kwietnia 1964 w Moskwie) – radziecka łyżwiarka figurowa, startująca w parach tanecznych z Gienrichem Srietienskim. Uczestniczka igrzysk olimpijskich w Calgary (1988), wicemistrzyni Europy (1988), mistrzyni (1982) i wicemistrzyni (1981) świata juniorów oraz 4-krotna wicemistrzyni Związku Radzieckiego (1986–1989). Po zakończeniu kariery amatorskiej w 1989 roku przez cztery lata występowali w rewii łyżwiarskiej Stars on Ice.
Pierwszym mężem Annienko był łyżwiarz figurowy Peter Tchernyshev, z którym rozwiodła się po 7 latach małżeństwa. Później po raz drugi wyszła za mąż przybierając nazwisko Deller. Jest trenerką łyżwiarstwa w Detroit Skating Club w Bloomfield Hills.

## Osiągnięcia

### Z Gienrichem Srietienskim
| Zawody                     | 82–83          | 83–84          | 84–85          | 85–86          | 86–87          | 87–88          | 88–89          |                |                |                |                |                |                |                |                |                |                |
| Międzynarodowe             | Międzynarodowe | Międzynarodowe | Międzynarodowe | Międzynarodowe | Międzynarodowe | Międzynarodowe | Międzynarodowe | Międzynarodowe | Międzynarodowe | Międzynarodowe | Międzynarodowe | Międzynarodowe | Międzynarodowe | Międzynarodowe | Międzynarodowe | Międzynarodowe | Międzynarodowe |
| -------------------------- | -------------- | -------------- | -------------- | -------------- | -------------- | -------------- | -------------- | -------------- | -------------- | -------------- | -------------- | -------------- | -------------- | -------------- | -------------- | -------------- | -------------- |
| Igrzyska olimpijskie       |                |                |                |                |                | 4              |                |                |                |                |                |                |                |                |                |                |                |
| Mistrzostwa świata         |                |                | 7              | 4              | 4              | 4              |                |                |                |                |                |                |                |                |                |                |                |
| Mistrzostwa Europy         |                |                | 5              | 3              | 3              | 2              | 3              |                |                |                |                |                |                |                |                |                |                |
| Golden Spin of Zagreb      | 1              |                |                |                |                |                |                |                |                |                |                |                |                |                |                |                |                |
| Memoriał Karla Schäfera    |                |                |                |                |                | 1              |                |                |                |                |                |                |                |                |                |                |                |
| Prize of Moscow News       |                | 5              | 4              | 3              | 2              | 3              |                |                |                |                |                |                |                |                |                |                |                |
| Skate Canada International | 3              | 3              |                |                | 1              |                | 1              |                |                |                |                |                |                |                |                |                |                |
| St. Ivel International     |                |                | 2              | 1              |                |                |                |                |                |                |                |                |                |                |                |                |                |
| Zimowa Uniwersjada         | 1              |                |                |                |                |                |                |                |                |                |                |                |                |                |                |                |                |
| Krajowe                    |                |                |                |                |                |                |                |                |                |                |                |                |                |                |                |                |                |
| Mistrzostwa ZSRR           |                | 3              | 3              | 2              | 2              | 2              | 2              |                |                |                |                |                |                |                |                |                |                |

### Z Wadimem Karkaczewem
| Mistrzostwa świata juniorów | 2 | 1 |